# NGC 1986
NGC 1986 est une amas ouvert située dans la constellation du Table. Cet amas est situé dans le Grand Nuage de Magellan et il a été découvert par l'astronome écossais James Dunlop en 1826